# 熊本県教育委員会
熊本県教育委員会（くまもとけんきょういくいいんかい）は、熊本県の教育委員会である。

## 概要
熊本県内の教育に関する事務を所掌する行政委員会であり、6人の委員で構成される。
広義では、教育委員会の執行機関である教育委員会事務局を含めて、教育委員会と呼ぶこともある。教育委員会の事務の執行責任者であり、事務局の長である教育長は、教育委員会の委員を兼任する。2020年4月現在の教育長は古閑陽一。
2020年度の組織改編で児童生徒の学力向上・いじめ防止を対応するため、「県立学校教育局」と「市町村教育局」に分け、「総務教育局」と3局体制となる。

## 組織
- 教育政策課
- 学校人事課
- 文化課
- 施設課
- 高校教育課
- 特別支援教育課
- 学校安全・安心推進課
- 体育保健課
- 義務教育課
- 社会教育課
- 人権同和教育課

### 教育事務所
- 宇城教育事務所
- 玉名教育事務所
- 菊池教育事務所
- 阿蘇教育事務所
- 上益城教育事務所
- 八代教育事務所
- 芦北教育事務所
- 球磨教育事務所
- 天草教育事務所

## 出先機関
生涯学習推進センター熊本市中央区手取本町8番9号
熊本県立図書館熊本市中央区出水2丁目5番1号
熊本県立教育センター山鹿市小原（無番地）
熊本県立天草青年の家上天草市松島町合津5500
熊本県立菊池少年自然の家菊池市原4885番地の5
熊本県立豊野少年自然の家宇城市豊野町山崎1775番地
熊本県立あしきた青少年の家葦北郡芦北町鶴木山（無番地）
熊本県立美術館熊本市中央区二の丸2
熊本県立装飾古墳館山鹿市鹿央町岩原3085番地
熊本県立装飾古墳館分館歴史公園鞠智城・温故創生館山鹿市菊鹿町米原443-1

## 審議会等
- 熊本県産業教育審議会
- 熊本県スポーツ振興審議会
- 熊本県教科用図書選定審議会
- 熊本県立図書館協議会
- 熊本県立美術館協議会
- 熊本県文化財保護審議会
- 熊本県社会教育委員会議

## 所在地
- 〒862-8609 熊本県熊本市中央区水前寺6丁目18番1号

## 市町村教育委員会
- 熊本市教育委員会
- 八代市教育委員会
- 人吉市教育委員会
- 荒尾市教育委員会
- 水俣市教育委員会
- 玉名市教育委員会
- 山鹿市教育委員会
- 菊池市教育委員会
- 宇土市教育委員会
- 上天草市教育委員会
- 宇城市教育委員会
- 阿蘇市教育委員会
- 天草市教育委員会
- 合志市教育委員会
- 美里町教育委員会
- 玉東町教育委員会
- 南関町教育委員会
- 長洲町教育委員会
- 和水町教育委員会
- 大津町教育委員会
- 菊陽町教育委員会
- 南小国町教育委員会
- 小国町教育委員会
- 産山村教育委員会
- 高森町教育委員会
- 西原村教育委員会
- 南阿蘇村教育委員会
- 御船町教育委員会
- 嘉島町教育委員会
- 益城町教育委員会
- 甲佐町教育委員会
- 山都町教育委員会
- 氷川町教育委員会
- 芦北町教育委員会
- 津奈木町教育委員会
- 錦町教育委員会
- 多良木町教育委員会
- 湯前町教育委員会
- 水上村教育委員会
- 相良村教育委員会
- 五木村教育委員会
- 山江村教育委員会
- 球磨村教育委員会
- あさぎり町教育委員会
- 苓北町教育委員会

## 参考・外部リンク
- 熊本県教育委員会